# 云州 (武德)
云州，唐朝时设置的州。
唐高祖武德二年（619年），沈法兴以曲阿县置云州。下辖曲阿县（今江苏省丹阳市）、句容县、延陵县（今江苏省镇江市丹徒区）、江宁县（今江苏省南京市）、当涂县、溧水县、金山县（今江苏省常州市金坛区）。武德五年（622年），改为简州，以曲阳县南有简渎取名。